# Улица Тельмана Багирова
Улица Тельмана Багирова (азерб. T. Bağırov küçəsi) — улица в Баку, в историческом районе Ичери-шехер (Старый город), от улицы Мирзы Мансура.

## История
Названа именем младшего сержанта милиции Тельмана Багирова (1960—1990), погибшего при подавлении выступлений политической оппозиции подразделениями Советской Армии в ночь на 20 января 1990 года в столице Азербайджанской ССР — городе Баку.
В советское время носила имя Пестеля (1793—1826).

## Застройка
Жилые дома № 5 (1868), 6 (1880), 7 (1890), 8 (1800), 9 (1898), 11 (1858), 14 (1800), 15 (1900), 17 (1910) являются памятниками архитектуры местного значения